# Vescemont
Vescemont és un municipi francès situat al departament del Territori de Belfort i a la regió de Borgonya - Franc Comtat. L'any 2007 tenia 720 habitants.

## Demografia

### Població
El 2007 la població de fet de Vescemont era de 720 persones. Hi havia 288 famílies de les quals 56 eren unipersonals (32 homes vivint sols i 24 dones vivint soles), 116 parelles sense fills, 108 parelles amb fills i 8 famílies monoparentals amb fills.
La població ha evolucionat segons el següent gràfic:
Habitants censats

### Habitatges
El 2007 hi havia 338 habitatges, 283 eren l'habitatge principal de la família, 31 eren segones residències i 24 estaven desocupats. 309 eren cases i 23 eren apartaments. Dels 283 habitatges principals, 247 estaven ocupats pels seus propietaris, 33 estaven llogats i ocupats pels llogaters i 3 estaven cedits a títol gratuït; 9 tenien dues cambres, 22 en tenien tres, 67 en tenien quatre i 186 en tenien cinc o més. 228 habitatges disposaven pel capbaix d'una plaça de pàrquing. A 114 habitatges hi havia un automòbil i a 148 n'hi havia dos o més.

### Piràmide de població
La piràmide de població per edats i sexe el 2009 era:
| Homes | Edats   | Dones |
| ----- | ------- | ----- |
| 0     | 95 o +  | 0     |
| 0     | 90 a 94 | 0     |
| 0     | 85 a 89 | 0     |
| 0     | 80 a 84 | 0     |
| 12    | 75 a 79 | 0     |
| 8     | 70 a 74 | 20    |
| 24    | 65 a 69 | 4     |
| 28    | 60 a 64 | 40    |
| 16    | 55 a 59 | 28    |
| 20    | 50 a 54 | 28    |
| 36    | 45 a 49 | 32    |
| 16    | 40 a 44 | 28    |
| 32    | 35 a 39 | 36    |
| 32    | 30 a 34 | 24    |
| 16    | 25 a 29 | 28    |
| 8     | 20 a 24 | 4     |
| 16    | 15 a 19 | 32    |
| 36    | 10 a 14 | 32    |
| 16    | 5 a 9   | 32    |
| 32    | 0 a 4   | 16    |

## Economia
El 2007 la població en edat de treballar era de 464 persones, 337 eren actives i 127 eren inactives. De les 337 persones actives 306 estaven ocupades (171 homes i 135 dones) i 31 estaven aturades (17 homes i 14 dones). De les 127 persones inactives 49 estaven jubilades, 35 estaven estudiant i 43 estaven classificades com a «altres inactius».

### Ingressos
El 2009 a Vescemont hi havia 284 unitats fiscals que integraven 750 persones, la mediana anual d'ingressos fiscals per persona era de 21.001 €.

### Activitats econòmiques
Dels 21 establiments que hi havia el 2007, 3 eren d'empreses de fabricació d'altres productes industrials, 4 d'empreses de construcció, 2 d'empreses de comerç i reparació d'automòbils, 1 d'una empresa de transport, 1 d'una empresa d'informació i comunicació, 1 d'una empresa immobiliària, 8 d'empreses de serveis i 1 d'una entitat de l'administració pública.
Dels 4 establiments de servei als particulars que hi havia el 2009, 1 era un guixaire pintor, 1 fusteria i 2 lampisteries.
L'únic establiment comercial que hi havia el 2009 era una adrogueria.
L'any 2000 a Vescemont hi havia 12 explotacions agrícoles.

## Equipaments sanitaris i escolars
El 2009 hi havia una escola elemental integrada dins d'un grup escolar amb les comunes properes formant una escola dispersa.

## Poblacions més properes
El següent diagrama mostra les poblacions més properes.